# Gobierno y política de Mauricio
El Gobierno y la política de Mauricio se desarrollan en una trama parlamentaria, democracia representativa donde el primer ministro es el jefe del gobierno, y un sistema de múltiples partidos políticos.
El poder ejecutivo es ejercido por el gobierno. El poder legislativo es atribución conjunta del gobierno y de la Asamblea Nacional de Mauricio. 

## Aspectos generales
Nota: las siglas corresponden a las iniciales en inglés

La política de Mauricio es vibrante y caracterizada por las coaliciones y la construcción permanente de alianzas. Todos los partidos son de centro y reflejan el consenso nacional que sustenta las políticas democráticas y una economía relativamente abierta, con un pujante sector privado. 
Solo o en coalición, el Partido Laborista de Mauricio (MLP) gobernó desde 1947 hasta 1982. La alianza entre el Partido Socialista (PSM) y el Movimiento Militante de Mauricio (MMM) ganó la elección de 1982, conquistando 60 escaños. En 1983, varios representantes del MMM se unieron con el PSM para formar el Movimiento Militante Socialista (MSM), y lograron la mayoría en coalición con el MLP.
En julio de 1990, el MSM se realineó con el MMN, y en septiembre de 1991 esta alianza ganó 59 de los 62 escaños puestos en juego en el Parlamento. En diciembre de 1995, el MLP retomó el poder, esta vez en coalición con el MMM. El miembro del MLP Navichandra Rangoolam, hijo del primer gobernante constitucional del país, fue nombrado primer ministro. A mediados de 1997 Rangoolam abandonó a sus socios de coalición del MMM, permaneciendo en el poder con el apoyo de varios pequeños partidos. 
El MMM y el MSM retomaron una coalición que ganó las elecciones del año 2000, y a pesar de una sucesión de defecciones, ambos partidos se presentaron nuevamente a la siguiente elección en julio de 2005, compitiendo contra la Alianza Social, una coalición cercana al MLP. La Alianza Social ganó estas elecciones por una aplastante mayoría. 
Hasta 1992 Mauricio fue una monarquía constitucional, con la reina de Inglaterra, Isabel II del Reino Unido , como jefa de estado, pero el 12 de marzo de ese año, el país se convirtió en república dentro de la Mancomunidad Británica de Naciones (Commonwealth) . El último gobernador general, Veerasamy Ringadoo fue nombrado presidente de Mauricio, bajo un sistema de transición, dimtiendo tres meses después en favor de Cassam Uteem, un exministro del gobierno. Bajo la constitución reformada, el parlamento unicameral del país, denominada Asamblea Legislativa, fue renombrada como Asamblea Nacional.
El Economist Intelligence Unit ha clasificado a Mauricio como una "democracia plena" en 2016.

## Poder Ejecutivo
| Presidente de Mauricio | Barlen Vyapoory (interino) | MSM Movimiento Socialista Militante | 23 de marzo de 2018 |
| Primer ministro        | Pravind Jugnauth           | MSM Movimiento Socialista Militante | 23 de enero de 2018 |

El presidente y vicepresidente son elegidos por la Asamblea nacional por períodos de cinco años.
El primer ministro y diputado primer ministro son nombrados por el presidente, y son responsables ante la Asamblea Nacional. El Concejo de Ministros es nombrado por el presidente a recomendación del primer ministro. El Concejo de Ministros (Gabinete) , responsable de la dirección y control el gobierno está formado por el primer ministro (jefe del gobierno), el líder de la mayoría parlamentaria, y alrededor de 20 ministros.

## Poder Legislativo
La Asamblea Nacional de Mauricio tiene 66 miembros, de los cuales 62 son elegidos por períodos de cuatro años en escaños simples, y 4 miembros adicionales son elegidos por una comisión de partidos minoritarios para dar representación a varias minorías étnicas. 

## Poder Judicial
La ley mauriciana es una mezcla de tradiciones legales francesas y británicas. La Corte Suprema, formada por un jefe de justicia y otros cinco jueces, es la más alta autoridad judicial, Existe un derecho adicional de apelación al Comité Judicial del Consejo Privado.

## División administrativa
El gobierno local tiene nueve divisiones administrativa, con concejos municipales y ciudadanos en las áreas urbanas, y concejos zonales en las áreas rurales. La isla de Rodrigues forma la décima división administrativa. Otras dependencias son las islas de Agalega y Cargados.
Las divisiones son Black River, Flacq , Grand Port , Moka, Pamplemousses, Plaines Wilhems, Port Louis, Riviere du Rempart, y Savanne. 

## Participación en organizaciones internacionales
ACCT, ACP, AfDB, C, CCC, ECA, FAO, G-77, IAEA, IBRD, ICAO, ICC, ICFTU, ICRM, IDA, IFAD, IFC, IFRCS, ILO, IMF, IMO, Inmarsat, InOC, Intelsat, Interpol, IOC, ISO, ITU, NAM, OAU, ONU, OPCW, PCA, SADC, UNCTAD, UNESCO, UNIDO, UPU, WCL, WFTU, WHO, WIPO, WMO, WToO, WTrO